# افعی شاخدار
افعی شاخدار (نام علمی: Vipera ammodytes) نام یک گونه از سرده افعی است.
زیستگاه این گونه در شهر دماوند ایران است.